# Dysomma tridens
Dysomma tridens är en fiskart som beskrevs av Robins, Böhlke och Robins, 1989. Dysomma tridens ingår i släktet Dysomma och familjen Synaphobranchidae. Inga underarter finns listade i Catalogue of Life.